# Лимонна акула гострозуба
Лимонна акула гострозуба (Negaprion acutidens) — акула з роду Лимонна акула родини сірі акули. Інші назви «індійська лимонна акула», «мадагаскарсько гострозуба акула», «індо-тихоокеанська лимонна акула», «серпоплавцева лимонна акула».

## Опис
Загальна довжина досягає 3,8 м, середні розміру становлять 3 м. Голова коротка та широка. Морда округла. Очі маленькі з мигательною перетинкою. Бризкальця відсутні. Ніздрі невеликі, поблизу них присутні носові клапани у вигляді шкіряних складків. На верхній губі у кутах рота є губні борозни. На обох щелепах присутні по 28 робочих зубів з широкою основою та гострою верхівкою. Зуби на верхній щелепі ширші ніж зуби на нижній, мають нахил до кутів рота й пильчасті бокові крайки. На нижній щелепі зуби вузькі зі незначним нахилом. У неї 5 пар зябрових щілин. Тулуб обтічний, веретеноподібний, щільний, трохи грузний. Шкіряна луска велика, щільно розташовано на шкірі, інколи налягають одна на одну. На кожні присутні 3-5 поздовжніх хребтів, що закінчуються зубчиками. Усі плавці серпоподібної форми. Грудні плавці довгі та широкі, розташовані між 3 та 4 зябровими щілинами. Має 2 спинних плавця, між якими відсутнє хребтове узвишшя. Передній спинний плавець розташовано ближче до черевних плавців, ніж до грудних. Задній спинний плавець трохи менше за передній. Розташовано навпроти або дещо позаду анального плавця. Хвостовий плавець гетероцеркальний, верхня лопать довше за нижню.
Забарвлення спини коливається від жовтого до сіро-коричневого кольору. Черево має білувате забарвлення. Плавці мають світліший колір за тулуб, з жовтуватим відтінком. Інтенсивність кольорів акули змінюється в залежності від освітленості дна.

## Спосіб життя
Тримається на глибинах до 100 м, прибережних ділянок континентального та острівного шельфу, піщаного ґрунту. Воліє до бухт, лагун, заток, річкових гирл, коралових рифів, мангрових заростей, але зустрічається на значному віддалені від берега. Молодь акули найчастіше тримається мілини. Здатна перекачувати воду крізь зябра за допомогою щічного насосу, завдяки чому може «дихати» в нерухомому стані. Ця акула повільно пересувається у шарах води. Зазвичай не виходить за межу своєї мисливської ділянки.
Гострозуба лимонна акула живиться донними та прибережними рибами, зокрема оселедцем, кефалью, скумбрією, корюшкою, сомиками, бичками, камбалою, рибами-папугами. Костисті риби складають 90% раціону акули. Окрім цього, полює на кальмарів, восьминогів, каракатиць, ракоподібними, рідше на молодих акул, скатів.
Статева зрілість настає при розмірах 2,2-2,4 м. Це живородна акула. Народження акуленят відбувається 1 раз на 2 роки. Вагітність триває 10-11 місяців. Самиця народжує на мілині, серед мангрових заростей, 1-13, зазвичай від 6 до 12, акуленят завдовжки 45-80 см.
Є об'єктом промислового вилову. В їжу вживається м'ясо та плавці.
Ця акула є небезпечною для людини.

## Розповсюдження
Мешкає від півдня Африки до північно-західного узбережжя Австралії, включно з акваторією східної Африки, Червоного моря, азійського узбережжя Індійського океану. У Тихому океані зустрічається від північно-східного узбережжя Австралії, Фіджі, Вануату, Соломонових островів до Філіппін і Тайваню, Рюкю. звичайна у водах Малайського архіпелагу.